# Wolf Escher
Wolf Escher (* 3. Februar 1944 in Dortmund; † Ende Februar 2016) war ein deutscher Jazzmusiker (Trompete, Arrangement, Komposition, Orchesterleitung) und Musikpädagoge.

## Leben und Wirken
Escher erhielt ab dem elften Lebensjahr Geigenunterricht. 1958 ging er in den Posaunenchor und erhielt Privatunterricht auf der Trompete und dem Cello. Mit 16 Jahren machte er erste Erfahrungen mit der Jazzmusik in einer Dixieland-Band. Nach Schulabschluss und einer Lehre studierte er am Konservatorium in Dortmund Cello und Trompete; in dieser Zeit wechselte er zum Modern Jazz. Er spielte im Peter Heidemann Quintett und gehörte beim Kölner Jazzfestival 1967 zur Bigband von Ingfried Hoffmann. Dann leitete er das Wolf Escher Quintett (mit dem er auch ein Album einspielte), die Farmerland Big Band und das Farmerland Tentett. Dann folgten Tourneen mit Johannes Fehring und der ORF-Big Band und der Munich Big Band von Dusko Goykovich. 1972 gründete er die Fusionband Time in Space, die Erfolge in in- und ausländischen Clubs hatte. Es folgten Produktionen mit Erwin Lehn, Frank Valdor, Peter Herbolzheimer sowie Werner Müller. 1975 war er einer der Gründer des JugendJazzOrchesters Nordrhein-Westfalen, dessen Leitungsteam er mehr als drei Jahrzehnte angehörte. Er komponierte und arrangierte für die Formation, mit der er Tourneen durch die damalige Sowjetunion, Ostafrika, Nordamerika, Indien, Australien und Südamerika unternahm und mehrere Alben einspielte.
Escher komponierte und arrangierte auch Orchester- und Kammermusik und verfasste mehrere musikpädagogische Notenwerke, darunter Jazzduette für 2 Trompeten und die Sammlung Blues, Bob and Ballads für Trompete und Klavier (Mainz 1990). Seit 1973 war er als Lehrer an der Dortmunder Musikschule tätig, seit November 1977 als stellvertretender Leiter der Schule. Weiter wirkte er als Dozent bei den Jazzkursen in Remscheid und Weikersheim.